# Agrupación Deportiva Ceuta
El Agrupación Deportiva Ceuta era un club de fútbol de España de la Ciudad autónoma de Ceuta. Fue fundado en 1970 y desapareció en 1992.

## Historia

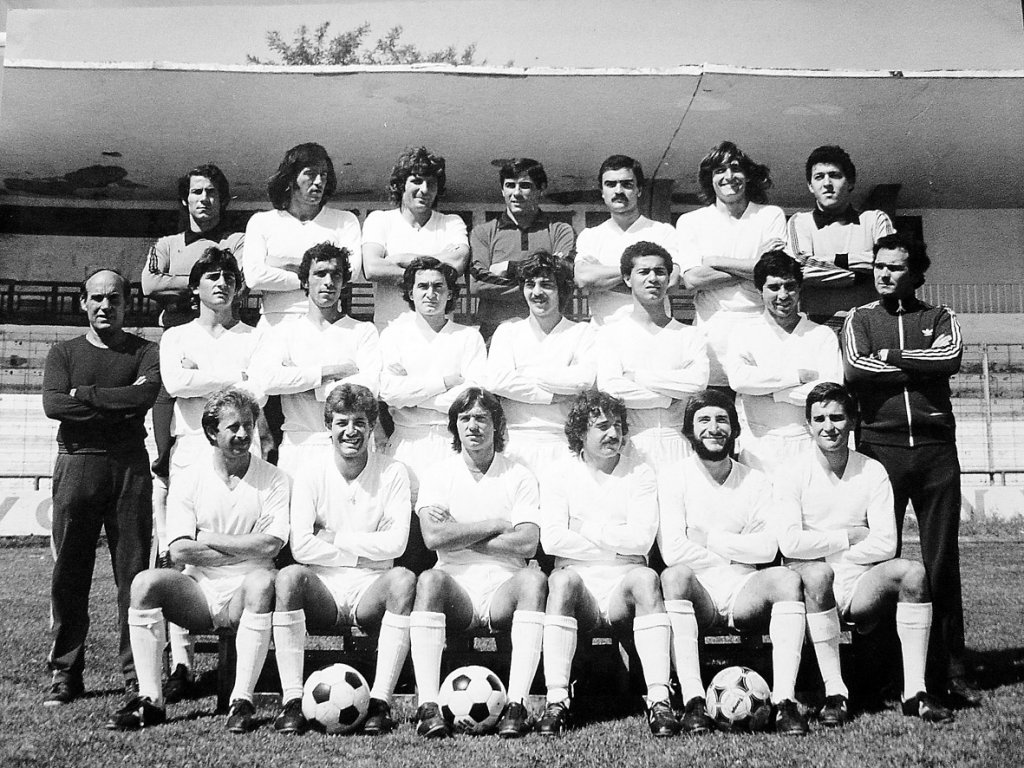
Plantilla de la AD Ceuta en la temporada 79/80

El Agrupación Deportiva Ceuta se funda el 14 de febrero de 1970. Durante la temporada 1969/70 compiten en el grupo VII de Tercera División dos clubes de Ceuta, el Atlético de Ceuta y el SDU África Ceutí, que terminan descendiendo a Regional. Las directivas de ambos clubes deciden trabajar juntas y fundan el AD Ceuta. En su primera temporada de vida el club milita en Tercera División. Disputa su primer partido un 6 de septiembre de 1970 ante el Racing Portuense con victoria caballa por 2-0. Finaliza esa primera temporada en la 6.ª posición.
Tras unas temporadas manteniéndose en la categoría sin problemas en la 1973/74 termina en la 15.ª posición y se ve obligado a jugarse la permanencia en Tercera ante el SD Compostela en una eliminatoria a ida y vuelta. Tras perder el 9 de junio de 1974 en Santiago de Compostela por 1-0 remonta en la vuelta, el 16 de junio, ganando por 2-0 y mantiene la categoría.
En 1977 se crea la Segunda División B y el AD Ceuta, gracias a su subcampeonato la temporada anterior en Tercera, participa en su primera edición en el grupo II. Tras varios años intentando el ascenso a Segunda División y quedándose siempre a las puertas en la temporada 1979/80 finaliza 2º del grupo y asciende a Segunda.
La temporada 1980/81 es su primera, y única, temporada en Segunda División. Debuta en la categoría un 7 de septiembre de 1980 en Ceuta con una gran victoria contra el CD Málaga por 2-0. El futbolista Serrán anota el primer gol de los ceutíes en Segunda. Pese a su gran debut y a conseguir victorias contra equipos importantes como el Real Oviedo o el Cádiz CF desciende como colista con 29 puntos.
En su regreso a Segunda División B solo consigue ser 5º, y a partir de ahí siempre queda lejos del objetivo de regresar a Segunda División. En la temporada 1982/83 participa en la Copa de la Liga de Segunda B, llegando hasta semifinales. En 1987 la Segunda B se amplía a 4 grupos, y de ascender dos equipos de cada grupo pasa a ascender solo el campeón. Más tarde se cambia el formato y los 4 primeros juegan unas eliminatorias de ascenso. Pero el AD Ceuta no es capaz de clasificarse en ningunta temporada. En 1991 tras muchos problemas económicos es descendido a Tercera por no pagar a sus jugadores. Llegó a estar en el sorteo de la Copa del Rey de la 1991/92, quedando emparejado con el CD San Roque, pero no se presentó a ningún partido se retiró y desapareció.

## Escudo
El escudo del AD Ceuta era el mismo que el Escudo de Ceuta, compuesto por un campo de plata, cinco escusones de azur, puestos en cruz, cargados cada uno de cinco bezantes de plata, colocados en aspa, y una bordura de gules cargada de siete castillos de oro, dos en jefe, dos en flanco y tres hacia la punta, todo ello rematado con una corona marquesal.

## Uniforme
- Uniforme titular: Camiseta blanca, pantalón blanco, medias blancas.
- Uniforme alternativo: Camiseta verde con mangas grises, pantalón negro, medias negras.

## Datos del club
- Temporadas en Primera División: 0
- Temporadas en Segunda División: 1
- Temporadas en Segunda División B: 13
- Temporadas en Tercera División: 7
- Mayor goleada conseguida: 
  - En campeonatos nacionales: AD Ceuta 8 Balompédica Linense 0
- Mayor goleada encajada: 
  - En campeonatos nacionales: Real Burgos CF 7 AD Ceuta 0
- Mejor puesto en la liga: 2º en Segunda División B
- Peor puesto en la liga: 20º en Segunda División

## Palmarés

### Torneos nacionales
- Subcampeón de la Segunda División B (2): 1979-80, 1988-89.
- Subcampeón de la Tercera División (1): 1976-77.